# Connarus punctatus
Connarus punctatus är en tvåhjärtbladig växtart som beskrevs av Jules Émile Planchon. Connarus punctatus ingår i släktet Connarus och familjen Connaraceae. Inga underarter finns listade i Catalogue of Life.